# Mammo Wudneh
Mammo Wudneh (ማሞ ውድነህ ; né en 1931 et mort en 2012) est un journaliste et un auteur dramatique éthiopien. Il est l'ancien président de l'Association éthiopienne des auteurs. Il a été impliqué dans le processus de paix entre l'Éthiopie et l'Érythrée dans un comité présidé par Abuna Paulos, l'actuel primat de l'Église éthiopienne orthodoxe. Lors de son enfance, il a perdu sa famille pendant la Seconde guerre italo-éthiopienne à la suite du bombardement de son village Bashagia, de l'ancienne province du Wollo. Plus tard, il rencontrera le pilote qui prit part au bombardement et le pardonnera. 

## Œuvres
- Degree yasabedew
- Khartoum hedo qere
- Hirut abatwa manew?
- Gilen-yekifle zemenu selay
- Miseate Israel
- Yegna sew bedemasko